# In viaggio con Flora
In viaggio con Flora (Saving Flora)  è un film del 2018 diretto da Mark Taylor.

## Trama
Flora è un elefante da circo che non può più eseguire i suoi trucchi. La notte prima che l'animale venga soppresso, Dawn, la quattordicenne figlia del padrone del circo, fugge con lei per condurla alla salvezza nella riserva degli elefanti.

## Riconoscimenti
- 2018 - Southampton International Film Festival[1]
  - Miglior film
  - Nomination Miglior regista
  - Nomination Miglior fotografia
  - Nomination Miglior attrice a Jenna Ortega
  - Nomination Miglior attore non protagonista a David Arquette
  - Nomination Miglior attrice non protagonista a Leonor Varela
- 2018 - Twin Cities Film Fest
  - Indie Vision - Debut Director
- 2018 - Wolves Independent International Film Awards
  - Nomination Miglior film